# 虎尊拳
虎尊拳，福建拳術，為中國武術流派之一，屬於南拳一脈。

## 源流
清朝乾隆年间，永泰县伏口村有位自幼习武者李元珠，传说是萧连寺遭劫后，武术大师铁珠流落永泰民间所授之徒，在精研山拳的基础上，遂取山区猛虎之形意，创编虎尊拳。因虎为百兽之王，虎形拳刚硬，练者难，成者尊，故取名“虎尊”。后日本琉球人上地完文求教于虎尊拳門人郑步恭，虎尊拳因之传到日本，发展为上地流空手道。。

## 介紹
拳法取老虎凶猛形象，拳势勇猛，劲力刚强，突出“以刚制刚、见力生力、见力破力、刚极化柔”的特点，以短手近打为主，讲究底力与内功，虎尊的套路及动作名称多以虎的形象来命名。

## 來源
1. ↑  .   [2023-01-01]. （原始内容存档于2023-01-01）.
2. ↑  .   [2023-01-01]. （原始内容存档于2023-01-01）.
3. ↑  .   [2023-01-01]. （原始内容存档于2023-01-01）.